# Rémi Feuillet
Pour les articles homonymes, voir Feuillet.
Rémi Feuillet, né le 22 décembre 1992 à Maurice, est un judoka franco-mauricien, concourant sous les couleurs de Maurice.

## Palmarès
| Année | Compétition                     | Lieu         | Résultat | Catégorie      |
| ----- | ------------------------------- | ------------ | -------- | -------------- |
| 2019  | Jeux des îles de l'océan Indien | Maurice      | 1er      | Moins de 90 kg |
| 2019  | Jeux africains                  | Rabat        | 3e       | Moins de 90 kg |
| 2020  | Championnats d'Afrique          | Antananarivo | 3e       | Moins de 90 kg |
| 2021  | Championnats d'Afrique          | Dakar        | 3e       | Moins de 90 kg |
| 2022  | Championnats d'Afrique          | Oran         | 3e       | Moins de 90 kg |
| 2023  | Championnats d'Afrique          | Casablanca   | 3e       | Moins de 90 kg |
| 2024  | Championnats d'Afrique          | Le Caire     | 2e       | Moins de 90 kg |
| 2025  | Championnats d'Afrique          | Abidjan      | 3e       | Moins de 90 kg |